# مخلب الشيطان
مخلب الشيطان أو نبات الكُلَّاب أو العنكبوت الخشبي (الاسم العلمي: Harpagophytum)، جنس نباتات من فصيلة الدعسية. موطنها إفريقيا الجنوبية. سُميت «مخلب الشيطان» بسبب المظهر الغريب لثمارها المُعقفة.